# Старокавдицьке сільське поселення
Старокавди́цьке сільське поселення (рос. Старокавдыкское сельское поселение) — муніципальне утворення у складі Ялуторовського району Тюменської області, Росія.
Адміністративний центр — село Старий Кавдик.

## Населення
Населення — 735 осіб (2020; 731 у 2018, 747 у 2010, 786 у 2002).

## Склад
До складу поселення входять такі населені пункти:
| Населений пункт        | Населення, осіб (2002) | Населення, осіб (2010) |
| ---------------------- | ---------------------- | ---------------------- |
| Новий Кавдик, присілок | 201                    | 186                    |
| Старий Кавдик, село    | 585                    | 561                    |